# Gulyás Gyula (sportriporter)
Gulyás Gyula (Budapest, 1923. május 17. – Budapest, 1974. szeptember 15.) magyar sportriporter, tudósító.

## Élete
Érettségi után a belügyminisztérium közjogi osztályán dolgozott, közben a Budapesti Tudományegyetem állam- és jogtudományi karára járt. 1944 októberében behívták katonának. Németországba. A fegyverszünet után szökni próbált, de elfogták, és egy Hamburg melletti táborba szállították.
1945 szeptemberében került haza Bajorországból. Egy ideig ismét a belügyminisztériumban dolgozott. 1946-ban a Magyar Rádiónál helyezkedett el, 1947-től a tájékoztatási és forgatási osztályon, majd 1948-tól a sportrovatnál. A belpolitikai rovatnál ő indította útjára 1961-ben a Miniszter a mikrofonnál című adást.

### A sportriporter
Tudósítóként részt vett a londoni (1948), a helsinki (1952) és a római (1960) olimpián. Elsősorban a vívás, az asztalitenisz és a labdarúgás eseményeiről tudósított.

### Családja
Felesége: Dencsák Erzsébet, fia Gulyás László sportújságíró.

## Főbb művei
- Civil a pályán (Szepesi Györggyel, filmforgatókönyv, 1951)[1]
- Halló itt Róma! (Szepesi Györggyel, hangképek az 1960. évben rendezett római olimpiai játékokról, Budapest, 1960)
- A sportriporter jelentkezik (Budapest, 1972, illusztrálta: Sajdik Ferenc)[2]